# Grieks voetballer van het jaar
De PSAP-awards zijn een aantal prijzen die sinds 1995 jaarlijks worden toegekend door de Griekse spelersvakbond PSAP. Ze worden jaarlijks uitgereikt aan spelers uit de Super League, Football League en Gamma Ethniki. Ook trainers en scheidsrechters vallen in de prijzen.

## Superleague Awards

### Grieks voetballer van het jaar
| Jaar    | Naam                                                   | Club                                           |
| ------- | ------------------------------------------------------ | ---------------------------------------------- |
| 1994/95 | Georgios Georgiadis Giorgos Skartados Michalis Kasapis | Panathinaikos FC Iraklis FC AEK Athene         |
| 1995/96 | Giorgios Donis Vassilis Karapialis Vassilios Tsiartas  | Panathinaikos FC Olympiakos Piraeus AEK Athene |
| 1996/97 | Christos Kostis Demis Nikolaidis Kostas Frantzeskos    | AEK Athene PAOK Saloniki                       |
| 1997/98 | Demis Nikolaidis                                       | AEK Athene                                     |
| 1998/99 | Grigoris Georgatos                                     | Olympiakos Piraeus                             |
| 1999/00 | Nikos Liberopoulos                                     | Panathinaikos FC                               |
| 2000/01 | Alexis Alexandris                                      | Olympiakos Piraeus                             |
| 2001/02 | Demis Nikolaidis                                       | AEK Athene                                     |
| 2002/03 | Stelios Giannakopoulos                                 | Olympiakos Piraeus                             |
| 2003/04 | Dimitrios Papadopoulos                                 | Panathinaikos FC                               |
| 2004/05 | Kostas Katsouranis                                     | AEK Athene                                     |
| 2005/06 | Ieroklis Stoltidis Nikos Liberopoulos                  | Olympiakos Piraeus AEK Athene                  |
| 2006/07 | Nikos Liberopoulos                                     | AEK Athene                                     |
| 2007/08 | Dimitris Salpingidis                                   | Panathinaikos FC                               |
| 2008/09 | Dimitris Salpingidis                                   | Panathinaikos FC                               |
| 2009/10 | Vasilis Torosidis                                      | Olympiakos Piraeus                             |
| 2010/11 | Avraam Papadopoulos                                    | Olympiakos Piraeus                             |
| 2011/12 | Kostas Mitroglou                                       | Atromitos FC                                   |
| 2012/13 | Dimitris Papadopoulos                                  | Panthrakikos FC                                |
| 2013/14 | Dimitris Papadopoulos                                  | Atromitos FC                                   |
| 2014/15 | Nikos Kaltsas                                          | Veria FC                                       |
| 2015/16 | Kostas Fortounis                                       | Olympiakos Piraeus                             |
| 2016/17 | Petros Mantalos                                        | AEK Athene                                     |
| 2017/18 | Lazaros Christodoulopoulos                             | AEK Athene                                     |
| 2018/19 | Kostas Fortounis                                       | Olympiakos Piraeus                             |
| 2019/20 | Konstantinos Tsimikas                                  | Olympiakos Piraeus                             |
| 2020/21 | Giorgos Masouras                                       | Olympiakos Piraeus                             |

### Beste buitenlandse speler van het jaar
| Jaar    | Naam                          | Club                                |
| ------- | ----------------------------- | ----------------------------------- |
| 1994/95 | Krzysztof Warzycha            | Panathinaikos FC                    |
| 1995/96 | Temoeri Ketsbaia              | AEK Athene                          |
| 1996/97 | Krzysztof Warzycha            | Panathinaikos FC                    |
| 1997/98 | Krzysztof Warzycha            | Panathinaikos FC                    |
| 1998/99 | Siniša Gogić                  | Olympiakos Piraeus                  |
| 1999/00 | Giovanni                      | Olympiakos Piraeus                  |
| 2000/01 | Predrag Đorđević              | Olympiakos Piraeus                  |
| 2001/02 | Predrag Đorđević              | Olympiakos Piraeus                  |
| 2002/03 | Predrag Đorđević              | Olympiakos Piraeus                  |
| 2003/04 | Giovanni Markus Münch         | Olympiakos Piraeus Panathinaikos FC |
| 2004/05 | Luciano de Souza              | Skoda Xanthi                        |
| 2005/06 | Rivaldo                       | Olympiakos Piraeus                  |
| 2006/07 | Rivaldo                       | Olympiakos Piraeus                  |
| 2007/08 | Darko Kovačević Ismael Blanco | Olympiakos Piraeus AEK Athene       |
| 2008/09 | Luciano Galletti              | Olympiakos Piraeus                  |
| 2009/10 | Djibril Cissé                 | Panathinaikos FC                    |
| 2010/11 | Vieirinha                     | PAOK Saloniki                       |
| 2011/12 | Kevin Mirallas                | Olympiakos Piraeus                  |
| 2012/13 | Ruben Rayos                   | Asteras Tripolis                    |
| 2013/14 | Marcus Berg                   | Panathinaikos FC                    |
| 2014/15 | Alejandro Domínguez           | Olympiakos Piraeus                  |
| 2015/16 | Marcus Berg                   | Panathinaikos FC                    |
| 2016/17 | Marcus Berg                   | Panathinaikos FC                    |
| 2017/18 | Amr Warda                     | Atromitos FC                        |
| 2018/19 | Vieirinha                     | PAOK Saloniki                       |
| 2019/20 | Youssef El-Arabi              | Olympiakos Piraeus                  |
| 2020/21 | Youssef El-Arabi              | Olympiakos Piraeus                  |

### Jonge speler van het jaar
| Jaar    | Naam                                                          | Club                         |
| ------- | ------------------------------------------------------------- | ---------------------------- |
| 1994/95 | Demis Nikolaidis                                              | Apollon Smyrnis              |
| 1995/96 | Nikos Liberopoulos                                            | Kalamata FC                  |
| 1996/97 | Dimitrios Eleftheropoulos                                     | Olympiakos Piraeus           |
| 1997/98 | Giorgios Karagounis Pantelis Konstantinidis Paraskevas Antzas | Apollon Smyrnis Skoda Xanthi |
| 1998/99 | Nikos Iordanidis                                              | OFI Kreta                    |
| 1999/00 | Christos Patsatzoglou Kostas Katsouranis                      | Skoda Xanthi Panachaiki GE   |
| 2000/01 | Giourkas Seitaridis                                           | Panathinaikos FC             |
| 2001/02 | Spyros Vallas                                                 | Skoda Xanthi                 |
| 2002/03 | Vangelis Mantzios                                             | Panionios FC                 |
| 2003/04 | Alexandros Tziolis                                            | Panionios FC                 |
| 2004/05 | Panagiotis Lagos                                              | Iraklis FC                   |
| 2005/06 | Panagiotis Lagos                                              | Iraklis FC                   |
| 2006/07 | Sotiris Ninis                                                 | Panathinaikos FC             |
| 2007/08 | Sokratis Papastathopoulos                                     | AEK Athene                   |
| 2008/09 | Vasilios Koutsianikoulis                                      | Ergotelis FC                 |
| 2009/10 | Sotiris Ninis                                                 | Panathinaikos FC             |
| 2010/11 | Ioannis Fetfatzidis                                           | Olympiakos Piraeus           |
| 2011/12 | Panagiotis Vlachodimos                                        | Skoda Xanthi                 |
| 2012/13 | Ergys Kaçe                                                    | PAOK Saloniki                |
| 2013/14 | Dimitris Kolovos                                              | Panionios FC                 |
| 2014/15 | Charis Charisis                                               | PAS Giannina                 |
| 2015/16 | Charis Charisis                                               | PAOK Saloniki                |
| 2016/17 | Panagiotis Retsos                                             | Olympiakos Piraeus           |
| 2017/18 | Anastasios Douvikas                                           | Asteras Tripolis             |
| 2018/19 | Giannis Bouzoukis                                             | Panathinaikos FC             |
| 2019/20 | Dimitrios Emmanouilidis                                       | Panionios                    |
| 2020/21 | Christos Tzolis                                               | PAOK Saloniki                |

### Doelman van het jaar
| Jaar    | Naam                     | Club               |
| ------- | ------------------------ | ------------------ |
| 1997/98 | Elias Atmatsidis         | AEK Athene         |
| 1998/99 | Elias Atmatsidis         | AEK Athene         |
| 1999/00 | Antonios Nikopolidis     | Panathinaikos FC   |
| 2000/01 | Vangelis Pourliotopoulos | Panionios FC       |
| 2001/02 | Antonios Nikopolidis     | Panathinaikos FC   |
| 2002/03 | Antonios Nikopolidis     | Panathinaikos FC   |
| 2003/04 | Antonios Nikopolidis     | Panathinaikos FC   |
| 2004/05 | Antonios Nikopolidis     | Olympiakos Piraeus |
| 2005/06 | Antonios Nikopolidis     | Olympiakos Piraeus |
| 2006/07 | Arkadiusz Malarz         | Skoda Xanthi       |
| 2007/08 | Antonios Nikopolidis     | Olympiakos Piraeus |
| 2008/09 | Antonios Nikopolidis     | Olympiakos Piraeus |
| 2009/10 | Michalis Sifakis         | Aris FC            |
| 2010/11 | Michalis Sifakis         | Aris FC            |
| 2011/12 | Orestis Karnezis         | Panathinaikos FC   |
| 2012/13 | Orestis Karnezis         | Panathinaikos FC   |
| 2013/14 | Roberto                  | Olympiakos Piraeus |
| 2014/15 | Marcos Vellidis          | PAS Giannina       |
| 2015/16 | Roberto                  | Olympiakos Piraeus |
| 2016/17 | Andreas Gianniotis       | Panionios FC       |
| 2017/18 | Andreas Gianniotis       | Atromitos FC       |
| 2018/19 | Alexandros Paschalakis   | PAOK Saloniki      |
| 2019/20 | José Sá                  | Olympiakos Piraeus |
| 2020/21 | Sokratis Dioudis         | Panathinaikos FC   |

### Trainer van het jaar
| Jaar    | Naam                           | Club                            |
| ------- | ------------------------------ | ------------------------------- |
| 1994/95 | Yiannis Pathiakakis            | Apollon Smyrnis                 |
| 1995/96 | Dušan Bajević                  | AEK Athene                      |
| 1996/97 | Georgios Paraschos             | AO Kavala                       |
| 1997/98 | Dušan Bajević                  | Olympiakos Piraeus              |
| 1998/99 | Dušan Bajević                  | Olympiakos Piraeus              |
| 1999/00 | Ioannis Kyrastas               | Panathinaikos FC                |
| 2000/01 | Dušan Bajević                  | PAOK Saloniki                   |
| 2001/02 | Fernando Santos                | AEK Athene                      |
| 2002/03 | Dušan Bajević                  | AEK Athene                      |
| 2003/04 | Angelos Anastasiadis           | PAOK Saloniki                   |
| 2004/05 | Fernando Santos                | AEK Athene                      |
| 2005/06 | Savvas Kofidis                 | Iraklis FC                      |
| 2006/07 | Ewald Lienen                   | Panionios FC                    |
| 2007/08 | Dušan Bajević                  | Aris FC                         |
| 2008/09 | Fernando Santos                | PAOK Saloniki                   |
| 2009/10 | Fernando Santos                | PAOK Saloniki                   |
| 2010/11 | Ernesto Valverde               | Olympiakos Piraeus              |
| 2011/12 | Ernesto Valverde Giorgos Donis | Olympiakos Piraeus Atromitos FC |
| 2012/13 | Giannis Christopoulos          | PAS Giannina                    |
| 2013/14 | Yannis Anastasiou              | Panathinaikos FC                |
| 2014/15 | Giannis Petrakis               | PAS Giannina                    |
| 2015/16 | Marinos Ouzounidis             | Panionios FC                    |
| 2016/17 | Vladimir Ivic                  | PAOK Saloniki                   |
| 2017/18 | Manolo Jiménez                 | AEK Athene                      |
| 2018/19 | Răzvan Lucescu                 | PAOK Saloniki                   |
| 2019/20 | Pedro Martins                  | Olympiakos Piraeus              |
| 2020/21 | Pedro Martins                  | Olympiakos Piraeus              |

## Football League Awards

### Speler van het jaar
| Jaar    | Naam                                                | Club                      |
| ------- | --------------------------------------------------- | ------------------------- |
| 1994/95 | Stelios Giannakopoulos                              | Paniliakos FC             |
| 1995/96 | Mohammad Nasser Afash                               | AO Proodeftiki            |
| 1996/97 | Giannis Martinaios                                  | Levadiakos                |
| 1997/98 | Simo Krunić                                         | AE Larissa 1964           |
| 1998/99 | Giannis Chatzinikolaou                              | Agios Nikolaos FC         |
| 1999/00 | Giorgos Sourlis                                     | Egaleo FC                 |
| 2000/01 | Christoforos Andriadakis                            | Agios Nikolaos FC         |
| 2001/02 | Giannis Angelopoulos                                | AO Proodeftiki            |
| 2002/03 | Giorgos Zacharopoulos                               | Atromitos FC              |
| 2003/04 | Charilaos Pappas                                    | Apollon Pontou            |
| 2004/05 | Thanasis Sentementes                                | Kalamata FC               |
| 2005/06 | Patrick Ogunsoto                                    | Ergotelis FC              |
| 2006/07 | Ilias Solakis                                       | AGS Kastoria              |
| 2007/08 | Ilias Anastasakos                                   | Thrasyvoulos Fylis        |
| 2008/09 | Nikos Soultanidis                                   | Kavala FC                 |
| 2009/10 | Giorgios Theodoridis                                | Panetolikos               |
| 2010/11 | Giorgios Theodoridis                                | Panetolikos               |
| 2011/12 | Calvin Kadi                                         | PAE Veria                 |
| 2012/13 | Diego Romano                                        | Ergotelis FC              |
| 2013/14 | Nikos Pourtoulidis (Noord) Kostas Neofytos (Zuid)   | Iraklis FC Acharnaikos FC |
| 2014/15 | Nikos Pourtoulidis (Noord) Christos Aravidis (Zuid) | Iraklis FC AEK Athene     |
| 2015/16 | Nikos Kouskounas                                    | AO Trikala                |

### Jonge speler van het jaar
| Jaar    | Naam                                                 | Club                     |
| ------- | ---------------------------------------------------- | ------------------------ |
| 2009/10 | Giorgios Georgiadis                                  | Panserraikos FC          |
| 2010/11 | Nikolaos Kaltsas                                     | Veria FC                 |
| 2011/12 | Thanasis Dinas                                       | Panachaiki GE            |
| 2012/13 | Andreas Bouchalakis                                  | Ergotelis FC             |
| 2013/14 | Kosmas Tsilianidis (Noord) Kostas Plegas (Zuid)      | Iraklis FC Panachaiki GE |
| 2014/15 | Kosmas Tsilianidis (Noord) Adam Tzanetopoulos (Zuid) | Iraklis FC AEK Athene    |

### Doelman van het jaar
| Jaar    | Naam                                                       | Club                            |
| ------- | ---------------------------------------------------------- | ------------------------------- |
| 2008/09 | Fanis Katergiannakis                                       | Kavala FC                       |
| 2009/10 | Asterios Giakoumis                                         | Agrotikos Asteras               |
| 2010/11 | Luigi Cennamo                                              | Panetolikos FC                  |
| 2011/12 | Dimitrios Koutsopoulos                                     | Panthrakikos FC                 |
| 2012/13 | Ilias Vouras                                               | Niki Volos                      |
| 2013/14 | Manolis Apostolidis (Noord) Christos Athanasopoulos (Zuid) | Niki Volos Iraklis Psachna      |
| 2014/15 | Manolis Apostolidis (Noord) Vaggelis Pitkas (Zuid)         | AE Larissa 1964 Apollon Smyrnis |

## Scheidsrechter van het jaar
| Jaar    | Naam                    |
| ------- | ----------------------- |
| 1995/96 | George Bikas            |
| 1996/97 | George Bikas            |
| 1997/98 | Malamas Tevekelis       |
| 1998/99 |                         |
| 1999/00 | George Psychomanis      |
| 2000/01 | Kyros Vassaras          |
| 2001/02 | Kyros Vassaras          |
| 2002/03 | George Duero            |
| 2003/04 | Kyros Vassaras          |
| 2004/05 | Kyros Vassaras          |
| 2005/06 | Kyros Vassaras          |
| 2006/07 | Kyros Vassaras          |
| 2007/08 | Giorgos Kasnaferis      |
| 2008/09 | Anastasios Kakos        |
| 2009/10 | Anastasios Kakos        |
| 2010/11 | Anastasios Kakos        |
| 2011/12 | Anastasios Kakos        |
| 2012/13 | Anastasios Kakos        |
| 2013/14 | Anastasios Kakos        |
| 2014/15 | Anastasios Sidiropoulos |
| 2015/16 | Anastasios Sidiropoulos |

Azerbeidzjan · België (HLN · PL) · Bosnië-Herzegovina · Bulgarije · Denemarken · Duitsland · Engeland (PFA · FWA) · Estland · Finland · Frankrijk (FF · UNFP) · Georgië · Gibraltar · Griekenland · Hongarije · Ierland · Israël · Italië · Kazachstan · Kosovo · Kroatië · Letland · Liechtenstein · Litouwen · Luxemburg · Malta · Moldavië · Nederland · Noord-Macedonië · Noorwegen · Oekraïne · Oostenrijk · Polen · Portugal (CNID · PGB) · Roemenië · Rusland ("Futbol" · "Sport-Express") · Schotland (SPFA · SFWA) · Servië · Slowakije · Sovjet-Unie · Spanje (TADS · PDB · LFP) · Tsjechië (ČMFS · KSN) · Wit-Rusland · Zweden · Zwitserland